# Nidicolo

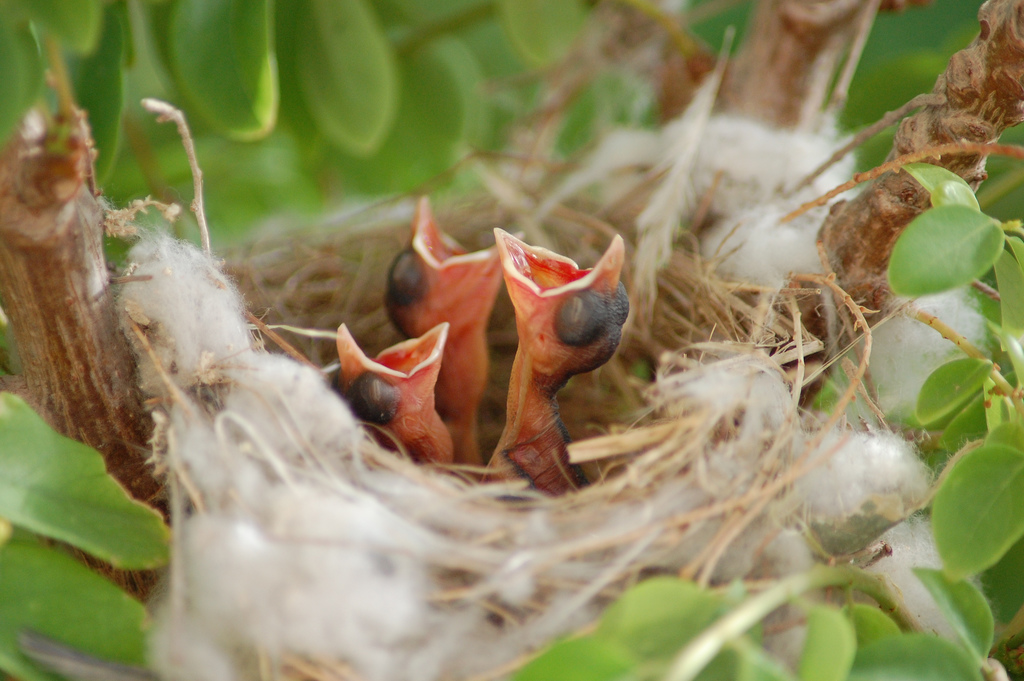
Pulcini nidicoli.

Una specie di uccello viene definita nidicola quando i suoi piccoli nascono incapaci di alimentarsi e di spostarsi da soli. In genere nascono nudi e ciechi. 
Ciò accade, per esempio, nei piccioni e in molti passeracei.
Al contrario, le specie i cui piccoli abbandonano rapidamente il nido dopo la schiusa (come il pollo, per esempio) vengono definite nidifughe. 
Altri concetti simili, quali quelli di specie precoci e altriciali, furono proposti da Carl Jakob Sundevall nel 1836.
Questo concetto, assieme a quello di nidifugo, venne proposto da Lorenz Oken nel 1816.